# Pedro (fotbollsspelare född 1997)
Pedro Guilherme Abreu dos Santos, mer känd som endast Pedro, född 20 juni 1997 i Rio de Janeiro, är en brasiliansk fotbollsspelare (anfallare) som spelar för Flamengo. Han har även spelat för Brasiliens landslag.

## Landslagskarriär
Den 17 augusti 2018 blev Pedro för första gången uttagen i Brasiliens landslag till två vänskapsmatcher mot USA och El Salvador. Han skadade dock sig och ersattes i truppen av sin tidigare lagkamrat Richarlison. I maj 2019 blev Pedro uttagen i U23-landslagets trupp till Toulon Tournament. Han spelade fyra matcher, varav två från start då Brasilien vann turneringen efter att besegrat Japan i finalen i en straffsparksläggning.
Den 6 november 2020 blev Pedro uttagen i A-landslaget till matcherna mot Venezuela och Uruguay i kvalet till VM 2022. Dessförinnan, den 26 oktober, hade han redan blivit uttagen som reserv i truppen. Den 13 november 2020 debuterade Pedro i en 1–0-seger över Venezuela, där han blev inbytt i den 76:e minuten mot Richarlison.
Den 14 maj 2021 blev Pedro uttagen i U23-landslaget till de sista förberedande matcherna inför OS i Tokyo. Den 5 juni gjorde han Brasiliens mål i en 2–1-förlust mot Kap Verde. I den sista vänskapsmatchen före OS, den 8 juni, gjorde Pedro två mål i en 3–0-seger över Serbiens U21-landslag. Den 17 juni var han en av 18 spelare som blev uttagna i Brasiliens trupp till OS i Tokyo. Flamengo begärde dock att Pedro skulle plockas bort från truppen för att inte missa allt för många matcher, vilket sedan accepterades.
Den 9 september 2022 blev Pedro på nytt uttagen i A-landslaget till två vänskapsmatcher mot Ghana och Tunisien. Han var avbytare i båda matcherna, men blev inbytt och gjorde ett mål i en 5–1-seger över Tunisien. Den 7 november 2022 blev Pedro uttagen i Brasiliens trupp till VM 2022.

## Meriter
Fluminense
- Primeira Liga: 2016

 Flamengo
- Copa Libertadores: 2022
- Recopa Sudamericana: 2020
- Campeonato Brasileiro Série A: 2020
- Copa do Brasil: 2022
- Supercopa do Brasil: 2020, 2021
- Campeonato Carioca: 2020, 2021